# (6204) MacKenzie
(6204) MacKenzie (1981 JB3) – planetoida z pasa głównego asteroid okrążająca Słońce w ciągu 3,26 lat w średniej odległości 2,2 j.a. Odkryta 6 maja 1981 roku.